# Nagarzê
Nagarzê lub Langkazi (tyb. སྣ་དཀར་རྩེ་རྫོང, Wylie: sna dkar rtse rdzong, ZWPY: Nagarzê Zong; chiń. upr. 浪卡子县; pinyin Làngkǎzǐ Xiàn) – powiat w południowej części Tybetańskiego Regionu Autonomicznego, w prefekturze Shannan. W 1999 roku powiat liczył 33 410 mieszkańców.

Nagarzê
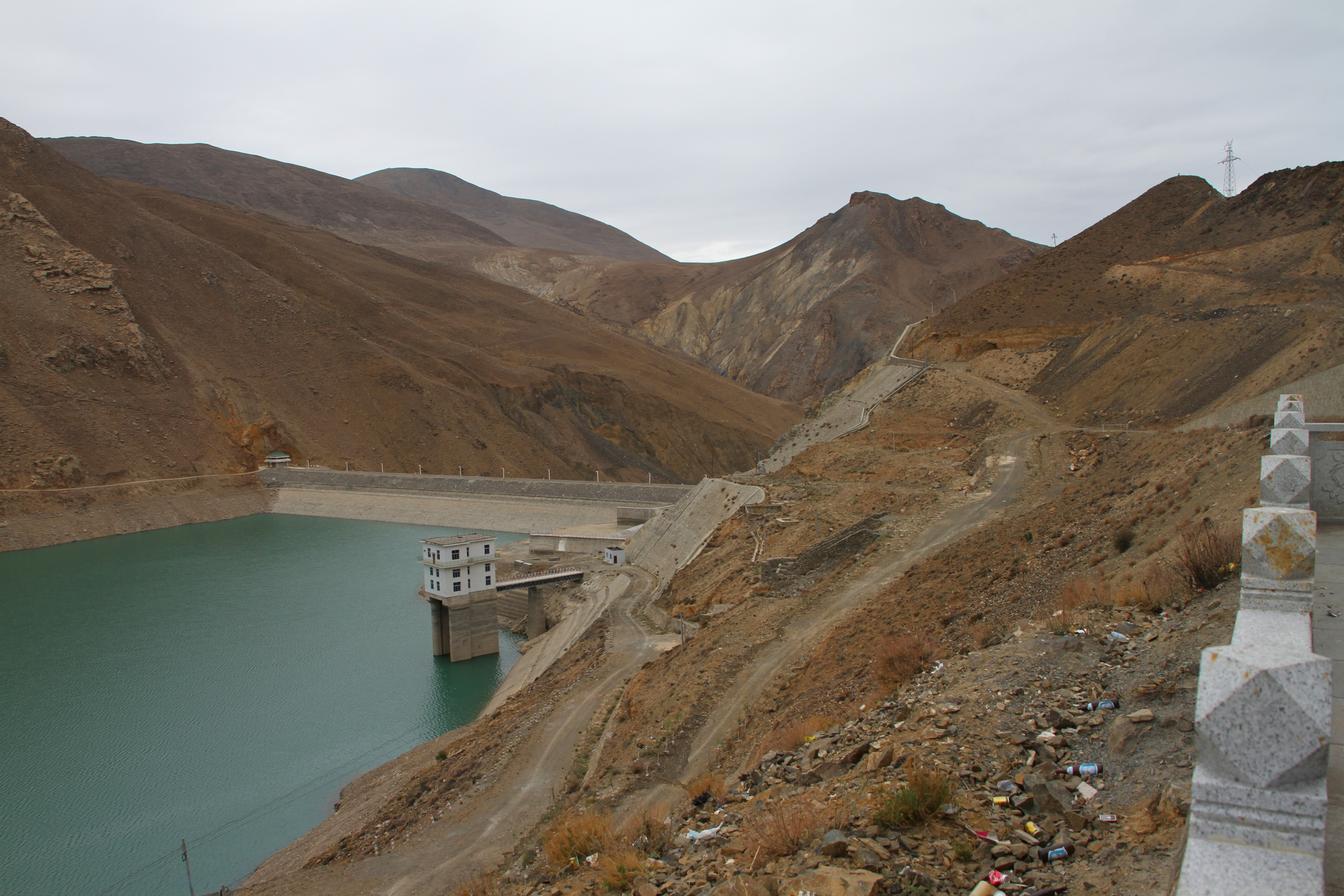
Sim La
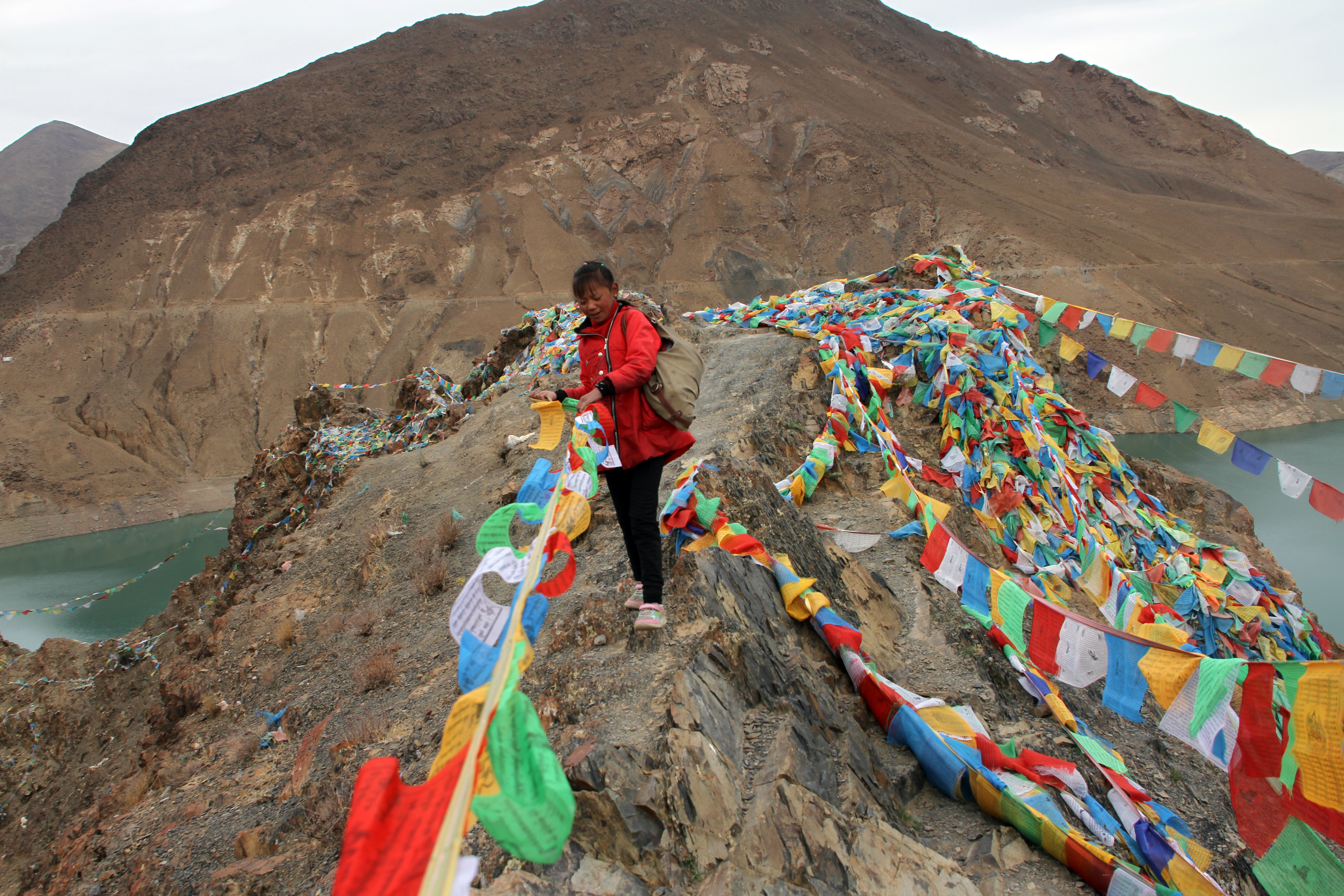
Sim La 4330m
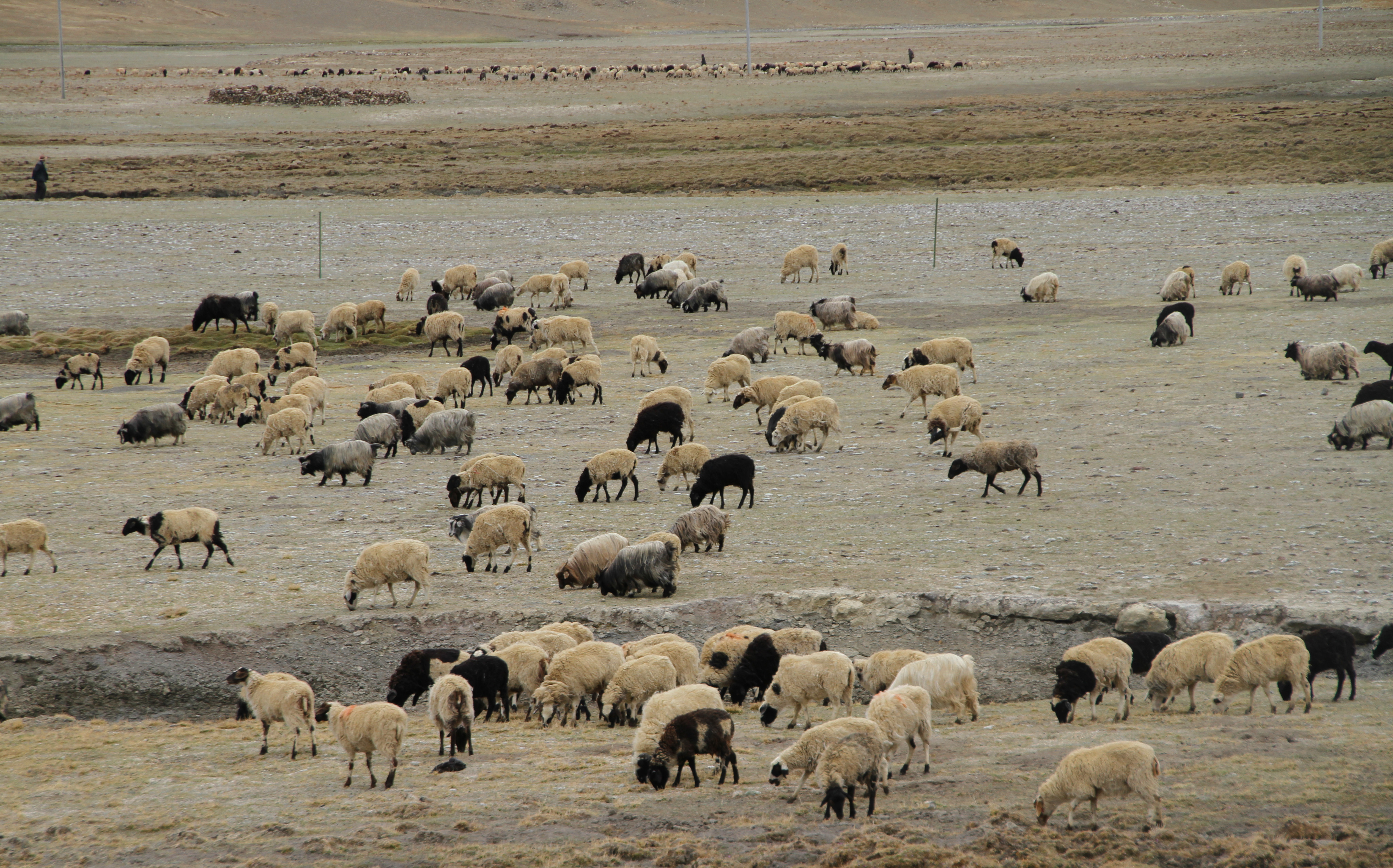
Yaks
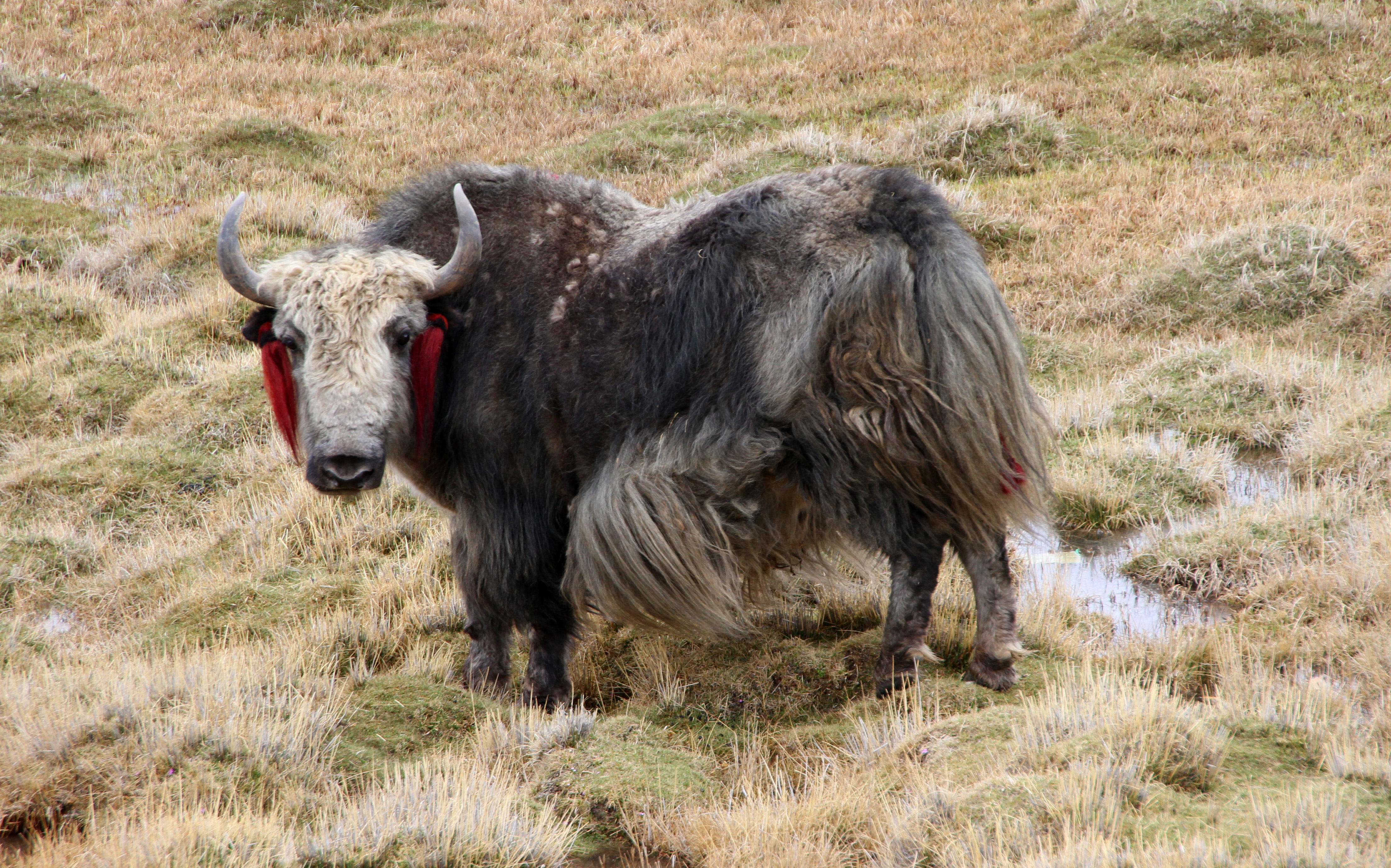
Yak
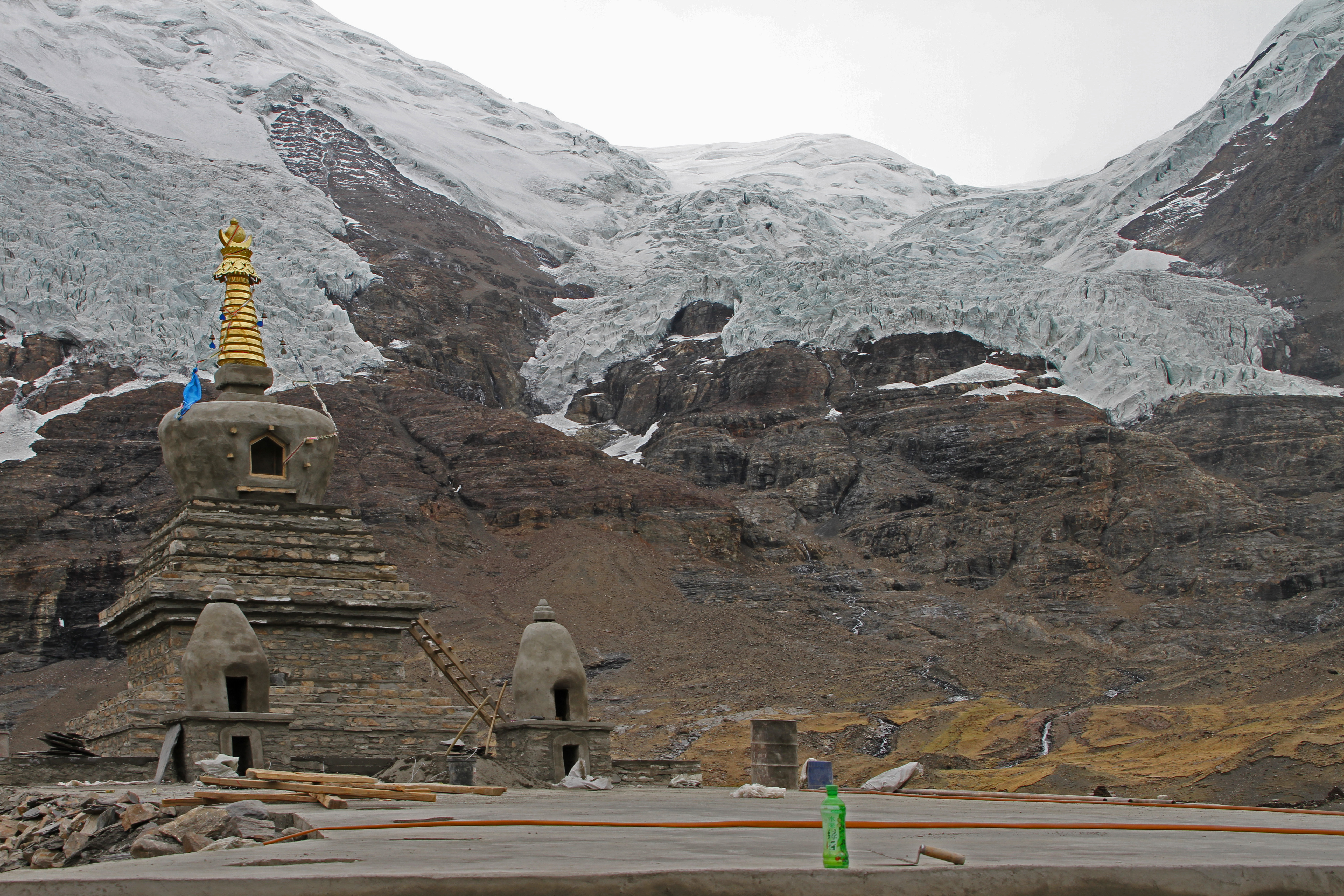
Karo La Glacier
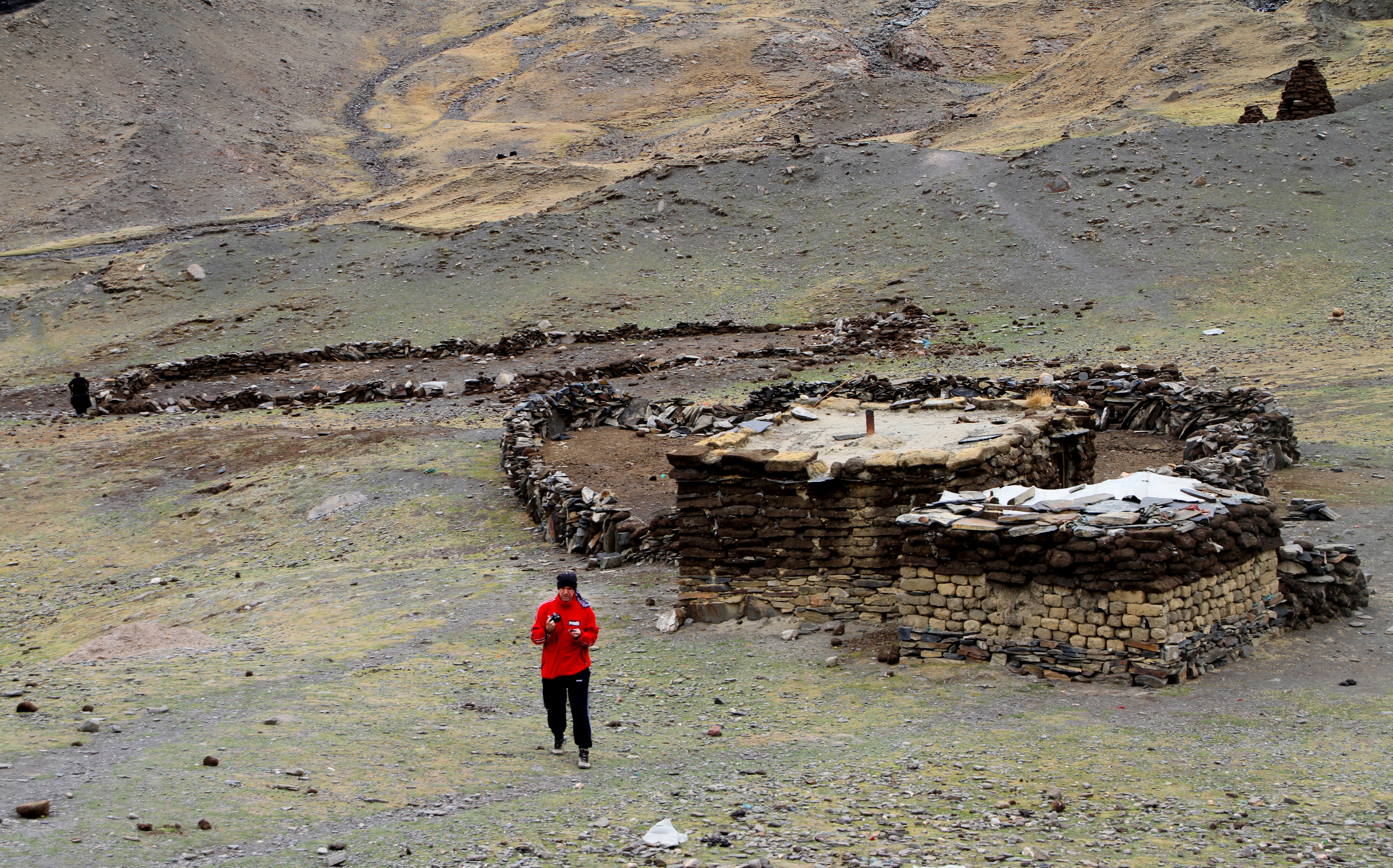
Karo La 5030m
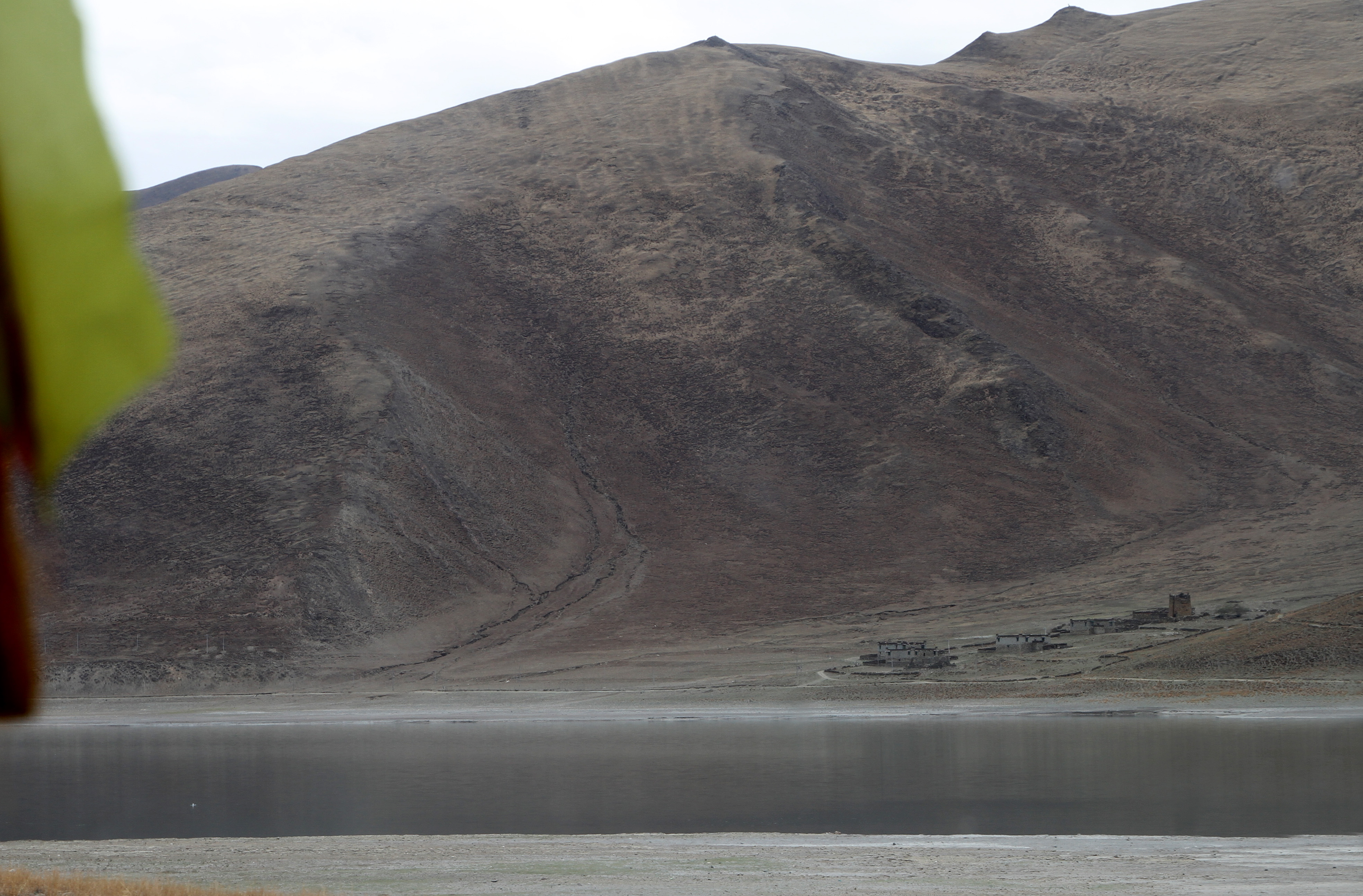
S307
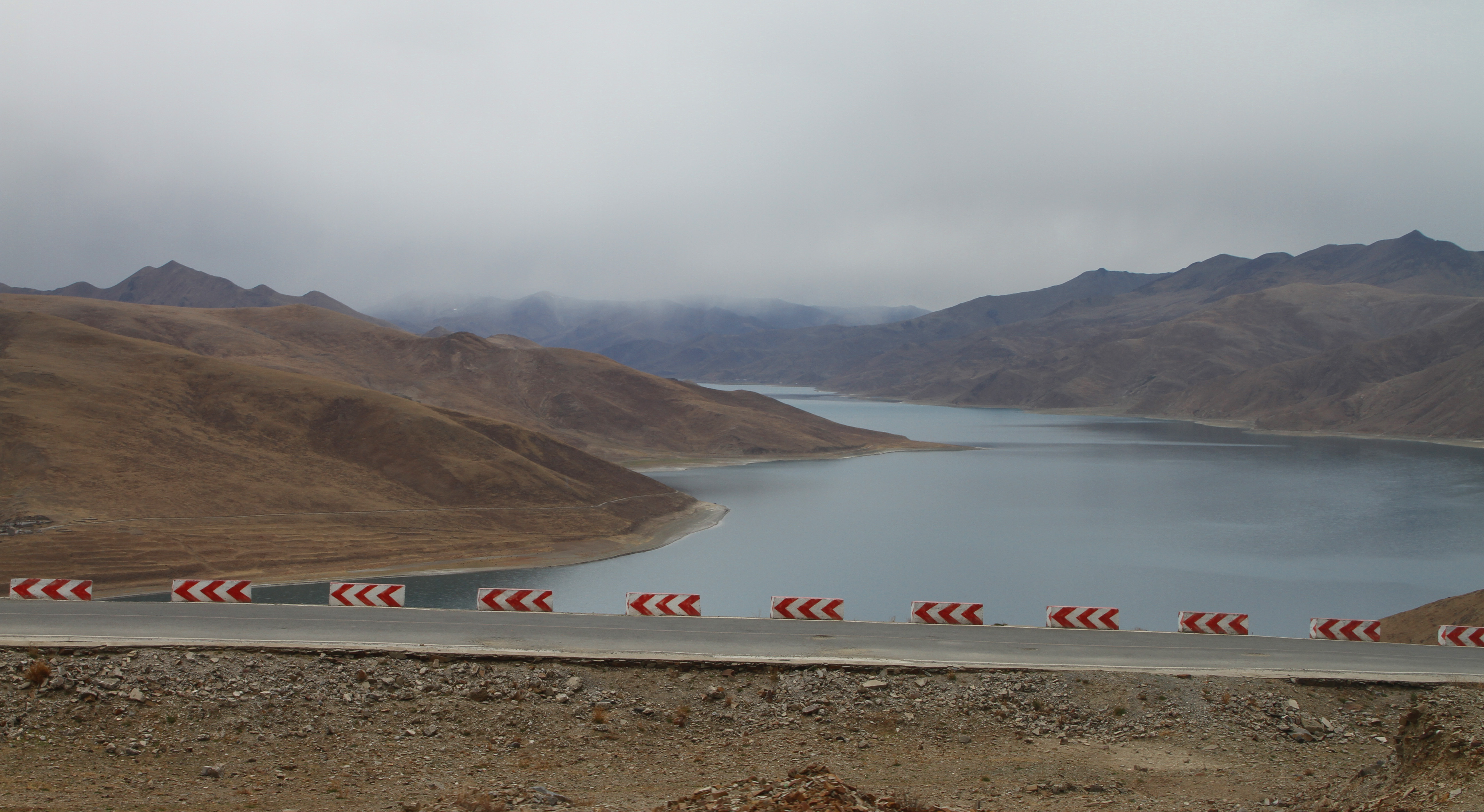
Yamdrok Tso